# Hermanas de Nuestra Señora de la Compasión
La Congregación de Nuestra Señora de la Compasión (oficialmente en francés: Congrégation de Notre-Dame de la Compassion) es una congregación religiosa católica femenina de derecho pontificio, fundada por el sacerdote diocesano Mauricio Garrigou y la religiosa Juana María Desclaux, en Toulouse, el 2 de noviembre de 1817. A las religiosas de esta congregación se les conoce como Hermanas de Nuestra Señora de la Compasión de Toulouse, para diferenciarlas de la congregación homónima, o simplemente como Compasionistas.

## Historia

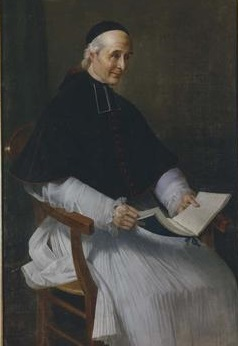
Mauricio Garrigou (1766-1852), fundador de la congregación.

La Congregación fue fundada en la Arquidiócesis de Toulouse, Francia, por el sacerdote diocesano Mauricio Garrigou y una de sus dirigidas espirituales Juana María Desclaux, el 2 de noviembre de 1817, con el fin de brindar educación cristiana a las jóvenes pobres de la ciudad. La primera comunidad estuvo formada por seis religiosas de las cuales Juana era la superiora. Durante el primer centenario de la expansión de la congregación se limitó a la región de Toulouse.
El 7 de junio de 1904 fueron suprimidas por el gobierno de Toulouse. Esto supuso que las religiosas tomaran medidas ante la situación y decidieron luchar por mantener el instituto. Significó para ellas un nuevo proceso, el de la expansión. Las primeras casas fuera de Francia, fueron fundadas en España (1911) y luego en Argentina (1914).
En 1969, la congregación absorbió el Instituto de las Hijas de la Compasión, Siervas de Nuestra Señora de Domfront, fundado en 1854 por Victorine Petit des Tournelles.

## Organización

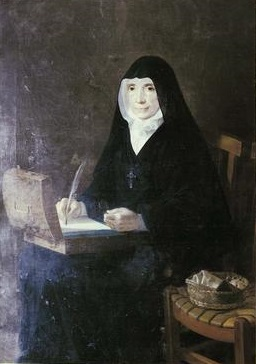
Juana María Desclaux (1754-1831), cofundadora de las compasionistas.

Las compasionistas se dedican especialmente a la educación cristiana de la juventud, sin embargo desde sus orígenes, según el carisma de Garrigou, las hermanas se insertan en comunidades de base, es decir, pequeñas comunidades de cristianos, en los suburbios para evangelizar a las familias. Desarrollan actividades, además en las escuelas, en casas para ancianos, y en la formación de movimientos y asociaciones.
El gobierno de la congregación es centralizado, bajo el mandato de una superiora general. En la actualidad dicho cargo lo ostenta la religiosa francesa Marie Bernardette Berny. En 2015, las religiosas eran unas 256 y poseían unas 32 casas, presentes en Argentina, Camerún, Colombia, España, Francia, Marruecos, Perú y Venezuela. La sede central se encuentra en Toulouse.